# Shadows of the Damned
Shadows of the Damned es un videojuego de terror desarrollado por Grasshopper Manufacture y distribuido por Electronic Arts para las consolas PlayStation 3 y Xbox 360. El juego sigue la historia de Garcia Hotspur, un cazador de demonios mexicano quien se adentra en el infierno con el propósito de salvar a su verdadero amor mientras se enfrenta a las malvadas hordas del infierno. El juego es producto de una colaboración entre Goichi Suda y Shinji Mikami y combina los estilos de los dos productores: el "punk rock" (de Suda) y el "thriller de acción psicológico" característico de Mikami.

## Desarrollo
En 2005 Suda51 y Shinji Mikami (creador de la saga Resident Evil) se hicieron buenos amigos mientras trabajaban juntos en el videojuego de culto Killer7. Suda deseaba crear otro juego de horror exclusivo para PlayStation 3 y con su primer título de horror Michigan: Report From Hell obteniendo un nivel de aceptación decente en Japón en el 2006, comenzó a trabajar durante su tiempo libre en Kurayamo (que se traduce al Castellano como "Oscuridad").
En el 2008, Suda mostró el concepto del juego a EA Games quienes estuvieron de acuerdo en publicar el juego a nivel mundial y licenciaron el Unreal Engine 3. Además Shinji Mikami fue invitado para convertirse en el productor del proyecto. Por otro lado Suda quería anunciar el juego en el E3 2009 pero no se le permitió debido a un acuerdo de privacidad entre  Grasshopper Manufacture y EA Games.
En diciembre de 2009 Akira Yamaoka (Diseñador de Sonido de la saga Silent Hill) dejó Konami después de terminar su trabajo en Silent Hill: Shattered Memories y se unió a Grasshopper Manufacture debido a que le gustó No More Heroes y comenzó a trabajar como diseñador de sonido para el juego. El juego finalmente se anunció en el Tokyo Game Show del 2010 como Shadows of the Damned.